# Generalrat der rechtsprechenden Gewalt

Wappen

Der Generalrat der rechtsprechenden Gewalt (span. Consejo General del Poder Judicial, CGPJ) ist das leitende Organ der spanischen Judikative. Der Generalrat ist ein in Artikel 122 der Verfassung des Königreichs Spanien vorgesehenes Verfassungsorgan. Nähere Regelungen finden sich im Organgesetz über die rechtsprechende Gewalt.

## Zusammensetzung
Der Generalrat setzt sich zusammen aus 
- dem Präsidenten,
- 12 Richtern,
- 8 Rechtsanwälten und anderen Juristen.

Alle Mitglieder werden für eine Amtszeit von 5 Jahren ernannt.

### Präsident

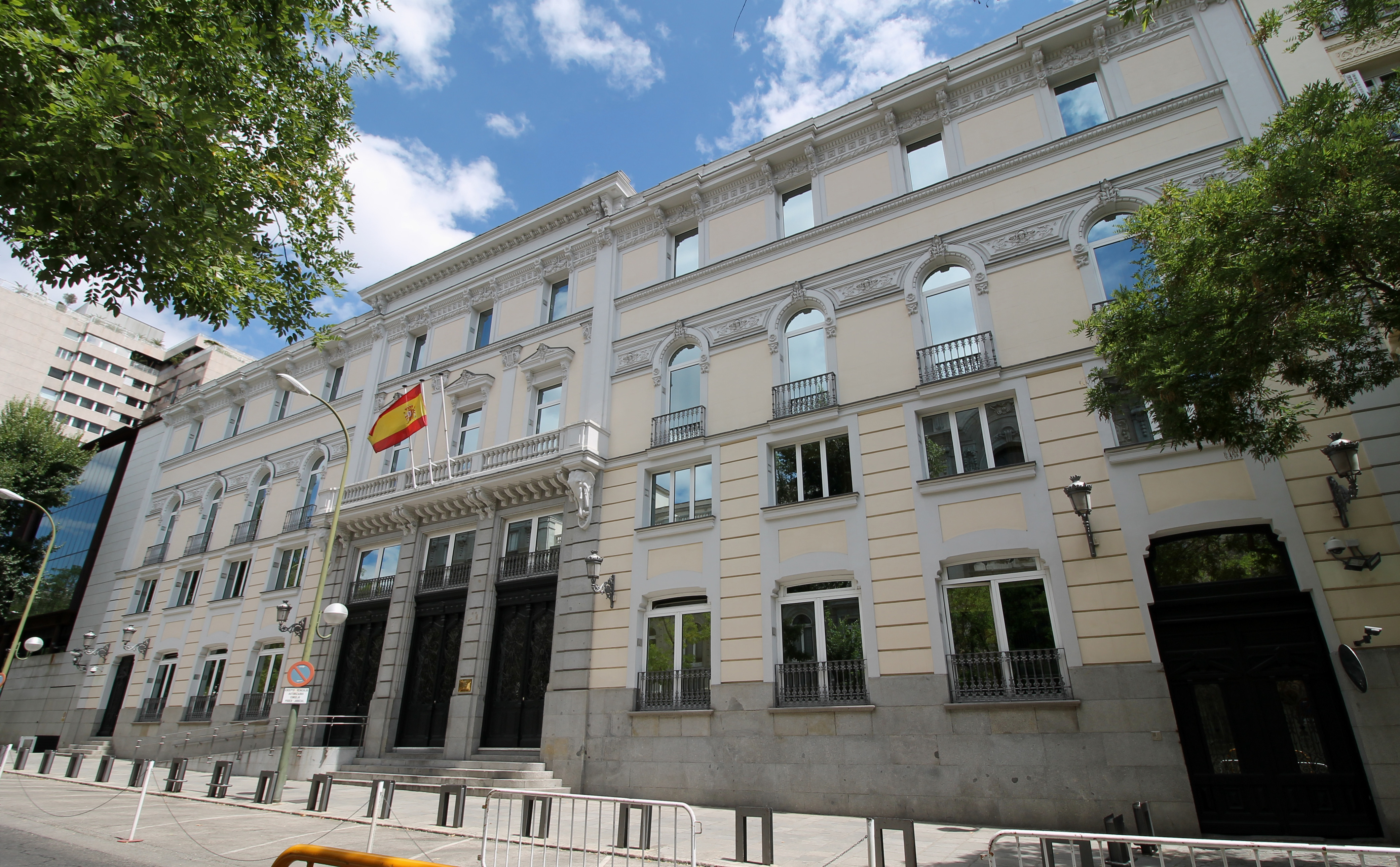
Sitz (Madrid).

Der Präsident wird vom Generalrat mit drei Fünfteln der Mitglieder vorgeschlagen und unter Gegenzeichnung durch den Ministerpräsidenten vom König ernannt. Wählbar sind Richter und Rechtsanwälte mit anerkannter Erfahrung und Befähigung und mindestens 15-jähriger Berufserfahrung. Einmalige Wiederwahl ist zulässig. Der Präsident ist zugleich Präsident des Obersten Gerichtshofs.

### Richterliche Mitglieder
Die Auswahl der 12 richterlichen Mitglieder vollzieht sich in mehreren Schritten:
1. Zunächst werden von richterlichen Berufsvereinigungen oder von einer Anzahl von Richtern, mindestens 2 % der Richter umfasst, Kandidaten präsentiert.
2. Es wird eine 36-köpfige Kandidatenliste gebildet, indem die Vorschläge der richterlichen Berufsvereinigungen und der Richter, die keinen Vereinigungen angehören, proportional nach ihrer Mitgliederzahl berücksichtigt werden.
3. Das Abgeordnetenhaus schlägt aus der Kandidatenliste 6 Mitglieder vor.
4. Der Senat schlägt aus der verbleibenden Kandidatenliste 6 weitere Mitglieder vor.
5. Der König ernennt nach Gegenzeichnung durch den Justizminister die vorgeschlagenen Mitglieder.

Wählbar sind Richter als Richterkategorien. Eine Wiederwahl ist ausgeschlossen.

### Weitere Mitglieder
Die 8 weiteren Mitglieder werden je zur Hälfte vom Abgeordnetenhaus mit drei Fünfteln seiner Mitglieder und vom Senat mit drei Fünfteln seiner Mitglieder vorgeschlagen und durch den König nach Gegenzeichnung durch den Justizminister ernannt. Wählbar sind Rechtsanwälte und andere Juristen von anerkannter Befähigung mit über 15-jähriger Berufserfahrung. Eine Wiederwahl ist ausgeschlossen.

## Arbeitsweise
Unterorgane des Generalrats sind (Artikel 122 des Organgesetzes für die rechtsprechende Gewalt):
- der Präsident
- der Vizepräsident
- das Plenum
- der Ständige Ausschuss
- der Disziplinarausschuss
- der Qualifikationsausschuss
- der Gleichberechtigungsausschuss

## Zuständigkeit
Der Generalrat hat folgende Aufgaben (Artikel 107 des Organgesetzes für die rechtsprechende Gewalt):
1. Vorschlag des Präsidenten des Generalrats und Oberstens Gerichtshofs mit drei Fünfteln der Mitglieder,
2. Vorschlag von zwei Mitgliedern des Verfassungsgerichts mit drei Fünfteln der Mitglieder,
3. Inspektion der Gerichte,
4. Auswahl, Ausbildung und Fortbildung, Regelungen für Ernennungen, Beförderungen, Status und Disziplinarmaßnahmen betreffend Richter,
5. Mitwirkung an der Ernennung höherer Richter,
6. Mitwirkung an der Ernennung des Verwaltungspersonals,
7. Zuständigen betreffend die Richterschule,
8. Aufstellung, Leitung der Ausführung und Überwachung der Einhaltung des Haushalts des Generalrats,
9. Verordnungen gemäß Artikel 110 des Organgesetzes,
10. Veröffentlichung von Gerichtsentscheidungen,
11. weitere durch Gesetz übertragene Zuständigkeiten.